# Robert Desimone
Robert Desimone (* 1952) ist ein US-amerikanischer Neurowissenschaftler.
Derzeit ist er Direktor des McGovern Institute for Brain Research und Doris and Don Berkey Professor of Neuroscience am Massachusetts Institute of Technology (MIT).
Eines seiner Forschungsgebiete ist die visuelle Aufmerksamkeit.
Er studierte an der Princeton University bei Charles Gross. Später arbeitete er am National Institute of Mental Health (NIMH), unter anderem mit Earl K. Miller. Weitere Zusammenarbeiten waren mit Leslie Ungerleider und Pascal Fries.

## Auszeichnungen
- 1990: Troland Research Award
- 1994: Golden Brain Award
- 1999: Mitglied National Academy of Sciences
- 2001: Mitglied American Academy of Arts and Sciences[1]
- 2020: Goldman-Rakic Prize
- 2021: Ralph-W.-Gerard-Preis

## Schriften
- J. Moran, R. Desimone: Selective attention gates visual processing in the extrastriate cortex. In: Science. Band 229, Nr. 4715, 23. Aug 1985, S. 782–784. doi:10.1126/science.4023713.
- L. Chelazzi, E. Miller, J. Duncan et al.: A neural basis for visual search in inferior temporal cortex. In: Nature. Band 363, 1993, S. 345–347. doi:10.1038/363345a0.
- R. Desimone, J. Duncan: Neural mechanisms of selective visual attention. In: Annu Rev Neurosci. Band 18, 1995, S. 193–222. doi:10.1146/annurev.ne.18.030195.001205.
- S. Kastner, P. De Weerd, R. Desimone, L. G. Ungerleider: Mechanisms of directed attention in the human extrastriate cortex as revealed by functional MRI. In: Science. Band 282, Nr. 5386, 2. Oct 1998, S. 108–111. doi:10.1126/science.282.5386.108.
- S. Kastner, M. A. Pinsk, P. De Weerd, R. Desimone, L. G. Ungerleider: Increased activity in human visual cortex during directed attention in the absence of visual stimulation. In: Neuron. Band 22, Nr. 4, Apr 1999, S. 751–761. doi:10.1016/s0896-6273(00)80734-5.
- P. Fries, J. H. Reynolds, A. E. Rorie, R. Desimone: Modulation of oscillatory neuronal synchronization by selective visual attention. In: Science. Band 291, Nr. 5508, 23. Feb 2001, S. 1560–1563. doi:10.1126/science.1055465.
- G. Bertini, E. A. Buffalo, P. De Weerd, R. Desimone, L. G. Ungerleider: Visual responses to targets and distracters by inferior temporal neurons after lesions of extrastriate areas V4 and TEO. In: Neuroreport. Band 15, Nr. 10, 19. Jul 2004, S. 1611–1615. doi:10.1097/01.wnr.0000134847.86625.15.
- Narcisse P. Bichot, Robert Desimone: Chapter 9 Finding a face in the crowd: parallel and serial neural mechanisms of visual selection. In: Progress in Brain Research. Elsevier, Volume 155, Part B, 2006, S. 147–156. doi:10.1016/S0079-6123(06)55009-5.
- G. G. Gregoriou, S. J. Gotts, H. Zhou, R. Desimone: High-frequency, long-range coupling between prefrontal and visual cortex during attention. In: Science. Band 324, Nr. 5931, 29. May 2009, S. 1207–1210. doi:10.1126/science.1171402.
- Y. Zhang, E. M. Meyers, N. P. Bichot, T. Serre, T. A. Poggio, R. Desimone: Object decoding with attention in inferior temporal cortex. In: Proc Natl Acad Sci U S A. Band 108, Nr. 21, 24. May 2011, S. 8850–8855. doi:10.1073/pnas.1100999108.
- Sébastien Tremblay et al.: An Open Resource for Non-human Primate Optogenetics. In: Neuron. Volume 108, Nr. 6, 2020, S. 1075–1090.e6. doi:10.1016/j.neuron.2020.09.027.
- Y. Bagherzadeh, D. Baldauf, D. Pantazis, R. Desimone: Alpha Synchrony and the Neurofeedback Control of Spatial Attention. In: Neuron. Band 105, Nr. 3, 5. Feb 2020, S. 577–587.e5. doi:10.1016/j.neuron.2019.11.001.